# Adolf Wild von Hohenborn
Adolf Wild von Hohenborn (Kassel, Hesseni Nagyhercegség, 1860. július 8. – Hohenborn / Zierenberg, Hessen, 1925. október 25.) porosz tábornok, politikus, az első világháború idején 1915–16 között a Porosz Királyság, egyben a Német Birodalom hadügyminisztere, 1919-től nyugállományú gyalogsági tábornok.

## Élete
Az első világháború előtt Hohenborn tiszti beosztásokban különféle alakulatoknál szolgált, ill. egyetemi tanulmányokat végzett. Az első világháború kezdetén, 1914 augusztusában, a mozgósítás elrendelésekor rövid időre Poroszország helyettes hadügyminiszterévé nevezték ki, de hamarosan lemondott, és frontszolgálatra vonult.
1915. január 21-től 1916. október 29-éig volt Poroszország hadügyminisztere, egyben birodalmi hadügyminiszter. Igen jelentős kritikusa volt Hindenburg kancellárnak, különösen annak kötelező munkaprogramját (Arbeitspflichtprogramm) bírálta. Emlékezetes az 1916. október 11-én-én kiadott, a zsidók összeszámlálásáról szóló rendelete, amelynek segítségével szembe lehetett volna szállni a zsidó frontkatonák elleni antiszemita üldözésekkel. A rendelet végrehajtásakor azonban már nem volt hivatalban, mivel Hindenburg és a haderő-főparancsnokság sürgetésére a legfelsőbb hadúr, a császár (II. Vilmos) elbocsátotta.
Kinevezték a XVI. hadtest parancsnokává, e minőségében a háború végéig a francia fronton szolgált, Lotaringia és a Champagne közötti L’Argonne vidéken. Harctéri parancsnoki érdemeiért 1918. október 11-én megkapta a legmagasabb német kitüntetést (Pour le Mérite).
Az 1918 végén megkötött fegyverszünet után hazavezette csapatait. Ezt követően elbocsátották a szolgálatból. Nyugállományba helyezésekor, 1919. november 3-án gyalogsági tábornokká (General der Infanterie) léptették elő.

## Külső hivatkozások
- Irodalom Adolf Wild von Hohenborn-tól és általa a Német Nemzeti Könyvtár katalógusaiban
- A Pour le Mérite-tel kitüntetettek névsora